# Załoga (film)
Załoga – polski dramat filmowy z 1951 roku w reżyserii Jana Fethkego.
Akcja filmu toczy się w środowisku uczniów i wykładowców Państwowej Szkoły Morskiej w Gdyni, a zdjęcia kręcone były m.in. na Darze Pomorza.

## Fabuła
Antoni Bugaj, uczeń Państwowej Szkoły Morskiej, pochodzący z "dobrego domu", jest faworyzowany przez wykładowcę, kapitana Andrzeja Kaperę. Nauczyciel przymyka oczy na jego lenistwo i nieuctwo, a podczas egzaminów podsuwa mu rozwiązania. Podczas rejsu szkolnego Darem Pomorza chłopak uświadamia sobie trudności pracy na morzu i związaną z nią odpowiedzialność. Widząc własne słabości, prosi o pomoc kolegę, Józka Wietechę. Ten jednak wątpi w szczerość intencji Antka.

Wkrótce potem uczniowie pełnią razem służbę podczas mgły. Antek źle oblicza kurs i kieruje statek na skały. Na szczęście nie dochodzi do katastrofy, ale brak umiejętności chłopaka wychodzi na jaw i musi on złożyć samokrytykę przed komendantem oraz załogą. Ponosi również karę. Wkrótce załoga otrzymuje nowe zadanie: odnaleźć na morzu statek MS Batory...

## Obsada
- Zbigniew Skowroński - kapitan Jan Michalski, komendant "Daru Pomorza"
- Ryszard Piekarski - Antoni Bugaj, uczeń Państwowej Szkoły Morskiej
- Bohdan Ejmont - Bronisław Kruk, przewodniczący ZMP w PSM
- Tadeusz Łomnicki - Józef Wietecha, uczeń PSM
- Leon Łuszczewski - kapitan Andrzej Kapera, wykładowca nawigacji w PSM
- Władysław Walter - Jan, bosman na "Darze Pomorza"
- Józef Karbowski - dyrektor PSM
- Stanisław Bryliński - ojciec Wietechy, inżynier w Stoczni Gdyńskiej
- Zenon Burzyński - Paweł Konarek, uczeń PSM
- Michał Gazda - uczeń PSM
- Mieczysław Górkiewicz
- Tadeusz Janczar - Brzozowski, uczeń PSM
- Maria Kierzkowa
- Stanisław Kwaskowski - wykładowca PSM (w napisach inicjał imienia: W.)
- Lech Madaliński - wykładowca PSM
- W. Marchewka - ojciec Bronka Kruka
- J. Przybylski
- Ryszard Pikulski - Zbigniew, uczeń PSM
- Wojciech Siemion - Tadeusz, uczeń PSM
- Włodzimierz Skoczylas - Ziemba, uczeń PSM
- Jerzy Śliwa
- Leszek Sadzikowski
- Jadwiga Wieczorkówna - siostra Bronka Kruka
- Marianna Woźna - siostra Bronka Kruka